# Cantonul Vaugneray
Cantonul Vaugneray este un canton din arondismentul Lyon, departamentul Rhône, regiunea Rhône-Alpes, Franța.

## Comune
- Brindas
- Charbonnières-les-Bains
- Courzieu
- Craponne
- Grézieu-la-Varenne
- Marcy-l'Étoile
- Messimy
- Pollionnay
- Saint-Genis-les-Ollières
- Saint-Laurent-de-Vaux
- Sainte-Consorce
- Thurins
- Vaugneray (reședință)
- Yzeron